# Seegrotte
Seegrotte – największe w Austrii podziemne jezioro, położone na terenie dawnej kopalni gipsu w Hinterbrühl, 17 km od Wiednia.

## Historia
W kopalni Hinterbrühl wydobywano gips od 1848 roku. Kres pracom wydobywczym położył wybuch w 1912 roku, który spowodował oberwanie ściany, czego konsekwencją było zalanie najniższych poziomów przez 20 milionów litrów wody. Kopalnie zamknięto.
W 1932 roku władze miasta postanowiły wykorzystać potencjał turystyczny Seegrotte i w ten sposób narodziła się jedna z najbardziej znanych podziemnych tras turystycznych w Europie.
W drugiej połowie II wojny światowej jaskinię zajęli hitlerowcy, którzy wypompowali wodę i uruchomili tu produkcję jednego z pierwszych na świecie myśliwców odrzutowych Heinkel He 162. Nadali oni również ostateczny kształt jeziora, wyrównując jego dno poprzez ułożenie setek ton mieszanki betonowej.

## Podziemna trasa turystyczna
Po zakończeniu wojny jaskinia została znów zalana i jej jezioro ponownie zostało udostępnione dla turystów. Zwiedzanie to właściwie spokojny rejs po urokliwych wodach, podczas którego można podziwiać oświetlone korytarze i odbicia w wodzie.